# Chemin de fer bavarois Ludwig

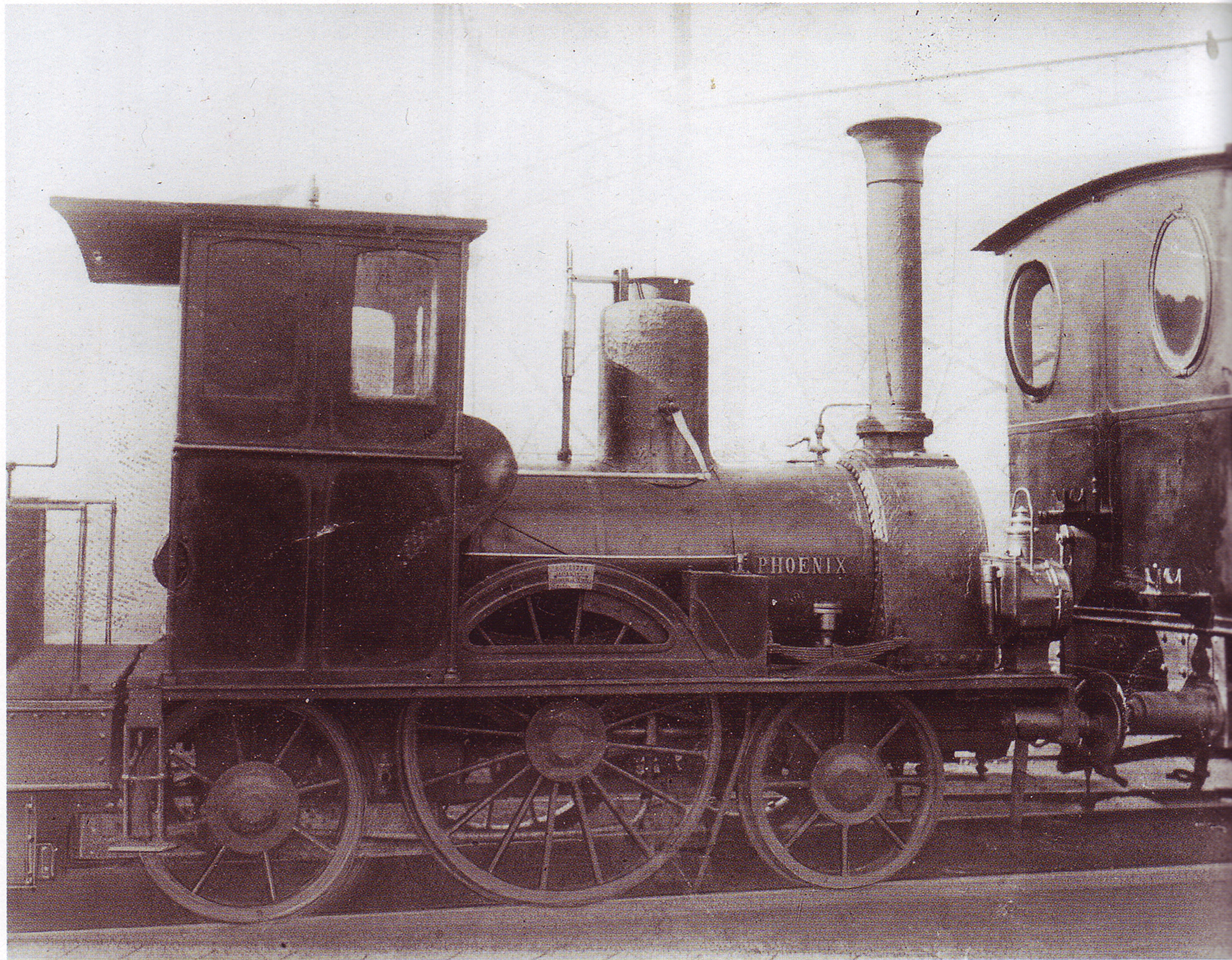
Locomotive Phoenix de 1857.

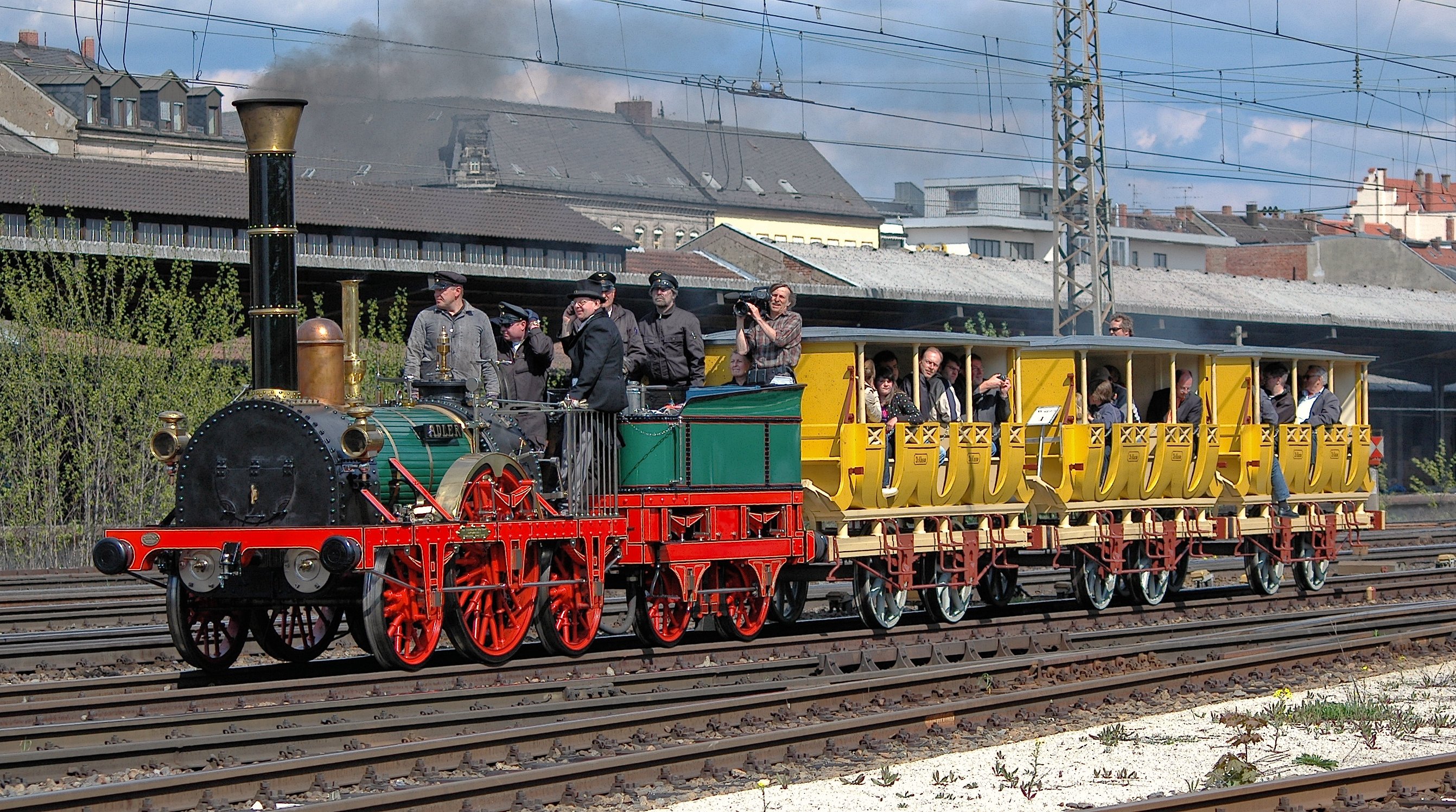
Réplique de Adler pour la reconstitution de 2008.

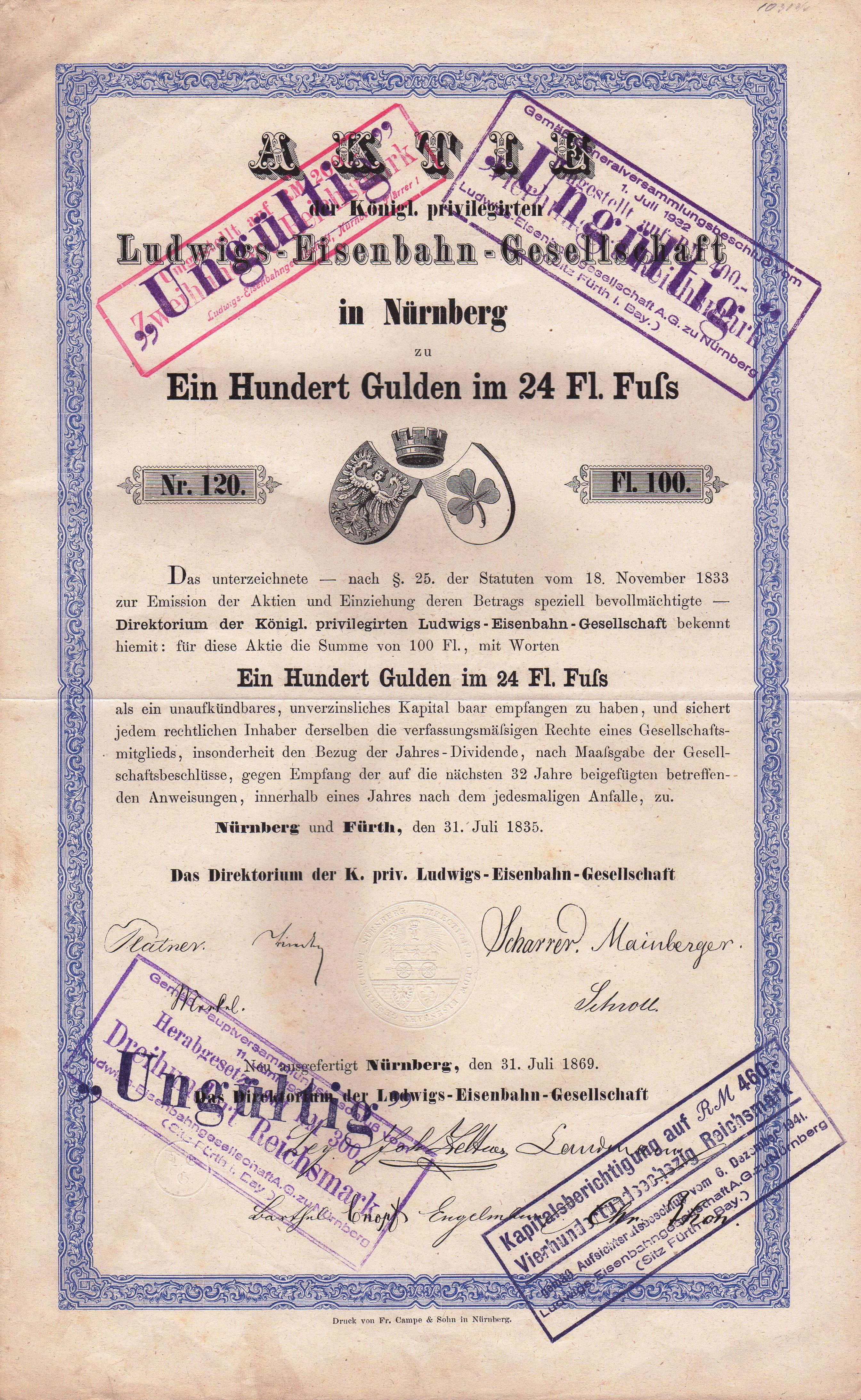
Action de la Ludwigs-Eisenbahn-Gesellschaft en date du 31 juillet 1869

Le Chemin de fer bavarois Ludwig (Bayerische Ludwigseisenbahn ou Ludwigsbahn) a été la première ligne ferroviaire en Allemagne. La compagnie Königlich privilegirte Ludwigs-Eisenbahn-Gesellschaft (« Compagnie de chemin de fer Ludwig à privilège royal », nommée ensuite Ludwigs-Eisenbahn-Gesellschaft) a reçu une concession royale pour l'édification d'une ligne entre Nuremberg et Fürth dans le Royaume de Bavière de la Confédération germanique le 19 février 1834.
La ligne porte le nom de Ludwig en hommage à Louis Ier, en allemand Ludwig I., roi de Bavière (1825-1848) lors de sa construction.